# この世で一番愛するもの
「この世で一番愛するもの」（The Thing You Love Most） はアメリカのファンタジー・テレビドラマ 、『ワンス・アポン・ア・タイム』シリーズの第2話である。物語は架空の海沿いの街、メイン州のストーリーブルックで繰り広げられる。住人たちは本当は色々なおとぎ話の登場人物であるが、強力な呪いにより"現実の世界"へと連れてこられたのである。 第2話ではレジーナ(ラナ・パリラ)のエマをストーリーブルックから追い出そうとする努力とどのようにして魔法の森に呪いをかけたのかに焦点が当てられている。
脚本はエドワード・キッツィスとアダム・ホロウィッツ、監督はグレッグ・ビーマン。クリスティン・バウアー・ヴァン・ストラテンは土壇場にキャスティングされ、1959年公開の眠れる森の美女のキャラクターであるマレフィセントを演じることになった。
「この世で一番愛するもの」はアメリカでABCスタジオにより、2011年10月30日に放送された。1164万人に視聴され、18-49歳層の成績は3.9/10であった。

## あらすじ

### ストーリブルック
レジーナ(ラナ・パリラ)はおとぎ話の本を見て、最後の数ページがないことに気がつく。レジーナはヘンリー(ジャレッド・S・ギルモア)に問いただすが、ヘンリーは古い本だからなくなったのだと答えた。エマ(ジェニファー・モリソン)がヘンリーを連れて行こうとしていると思ったレジーナは、エマに街を出て行くように促す。レジーナはローカル新聞『ストーリーブルック・デイリー・ミラー』紙の記者である、シドニー・グラス(ジャンカルロ・エスポジート)に会ったが、彼はエマの過去にはほとんど興味を示さなかった。
ヘンリーはエマに"コブラ作戦"という呪いを打ち破る計画があると伝える。まずは、誰にも記憶はないがストーリーブルックの住人とおとぎ話のキャラクターを関連づけること。ヘンリーは疑うエマに、エマは白雪姫とチャーミング王子の娘であると説明する。ヘンリーを心配したエマは、セラピストのアーチー・ホッパー(ラファエル・スバージ)に会いに行く。アーチーが進んでヘンリーのファイルをエマに渡したのにもかかわらず、盗まれたと主張しエマは逮捕される。レジーナはうまくいかず、ヘンリーとエマの間を引き裂こうとする。エマは仕返しにレジーナのリンゴの木をチェーンソーで切り倒す。
宿に戻ると、グラニー(ビヴァリー・エリオット)は申し訳なさそうにエマを追い出した。レジーナはエマに平和的な解決のためオフィスでの話し合いを提案する。そこで、エマはレジーナにヘンリーを連れていく気はないがヘンリーがおかしなおとぎ話の話をするのは正気なのか心配であると伝える。ヘンリーはこれを耳にし傷ついて走って行ってしまう。レジーナはちょうどその時間にヘンリーが帰ってくることを知っていたのである。その後、エマは呪いなんてありえないと思う、でも嘘であると思っているわけじゃない、呪いを解くため、レジーナに呪いなんて信じてないと思い込ませたと伝える。
レジーナがリンゴの木に向かっているとミスター・ゴールド(ロバート・カーライル)が対価を払えばエマを追い出す手伝いをすると申し出る。レジーナはこれ以上ゴールドに力を借りるつもりはないという。ゴールドはヘンリーが養子になる際、手助けをしている。ゴールドはどうしてヘンリーという名前をつけたか尋ねたがレジーナは答えない。また、レジーナがエマの過去について尋ねるも同じように答えはしなかった。ゴールドが歩いていくと、レジーナは魔法の森での記憶があるのではないかという疑いの視線を向けた。

### 過去の世界
白雪姫(ジニファー・グッドウィン)とチャーミング王子(ジョシュ・ダラス)の結婚式で、悪い女王（ラナ・パリラ）は全員に恐ろしい呪いをかけると宣言する。女王は闇の呪いを交換した魔女マレフィセント(クリスティン・バウアー・ヴァン・ストラテン)の元を訪れる。マレフィセントは呪いを返すことを拒否するが、女王は力ずくで呪いの巻物を取り戻す。女王は魔女は唯一の友達であると、マレフィセントを生かしたままにした。その後、女王は悪者たちを魔法の森に集めた。女王は呪いのため集まった悪者たちに髪の毛を出させ、女王の大切な馬の心臓をささげたが呪いは失敗に終わる。
なぜ呪いが失敗したのか確かめるため、女王は呪いの元の持ち主であるルンペルシュティルツキンを尋ねる。ルンペルシュティルツキンは新しい世界で金持ちの権力者にして、女王に"頼む"といえば従うようにするならば助けると提案する。女王は新しい世界ではそんな約束の記憶はないだろうとそれに同意した。ルンペルシュティルツキンは女王の最も愛する者の心臓をえぐり出し呪いに使わなければ呪いは成功しないと伝える。女王は最も愛する者は白雪姫のせいで死んだというが、ルンペルシュティルツキンはこの世で一番愛するものは他にいるだろうという。そして、白雪姫とチャーミング王子の子供は将来女王の呪いを破ることができると伝える。
女王は城に戻ると、ルンペルシュティルツキンが言った内容に取り乱した。女王は側用人である父を信頼していた。彼こそが最も愛する人であることを知っていた。女王の父はまた愛を見つけることはできる、と計画をやめるように説得した。女王は説得されたかのように見せ父を抱きしめたところで父の心臓を掴みだした。魔法の森でたった一人、父の心臓を用い呪いを完成させた。呪いがうまくいくと、女王は父の墓に黒いバラをささげた。墓石には"ヘンリー、愛する父"と刻まれていた。

## 製作
物語のはじまりと同様に"この世で一番愛するもの"はシリーズ共同制作者であるエドワード・キッツィスとアダム・ホロウィッツが脚本を書いた。監督はグレッグ・ビーマン。2話では、エマとレジーナの自分こそがヘンリーにとって何が一番良いかわかっていると信じているという対立に焦点を当てている。テレビのインタビューでラナ・パリラはこの話でレジーナ/悪い女王の弱い一面を見ることになるだろうと答えている。さらに続けて次のように述べた。「私が見せたいのは白雪姫への憎悪ではなく、それがどこから来ているのか。それはほとんど描かれてはいません。それがキャラクターの弱さになっている。これから先、彼女の過去を知ることになるでしょう。そして、彼女の弱さに触れることになるでしょう。」レジーナの悩みであるヘンリーとの関係性についてラナ・パリラはこう述べた。「彼女の心は冷たいのかもしれない。けれど、私は彼女が本当は純粋に彼女の息子と愛しているのだと思う。ヘンリーのことを養子ではなく本当の子供だと思っている。」

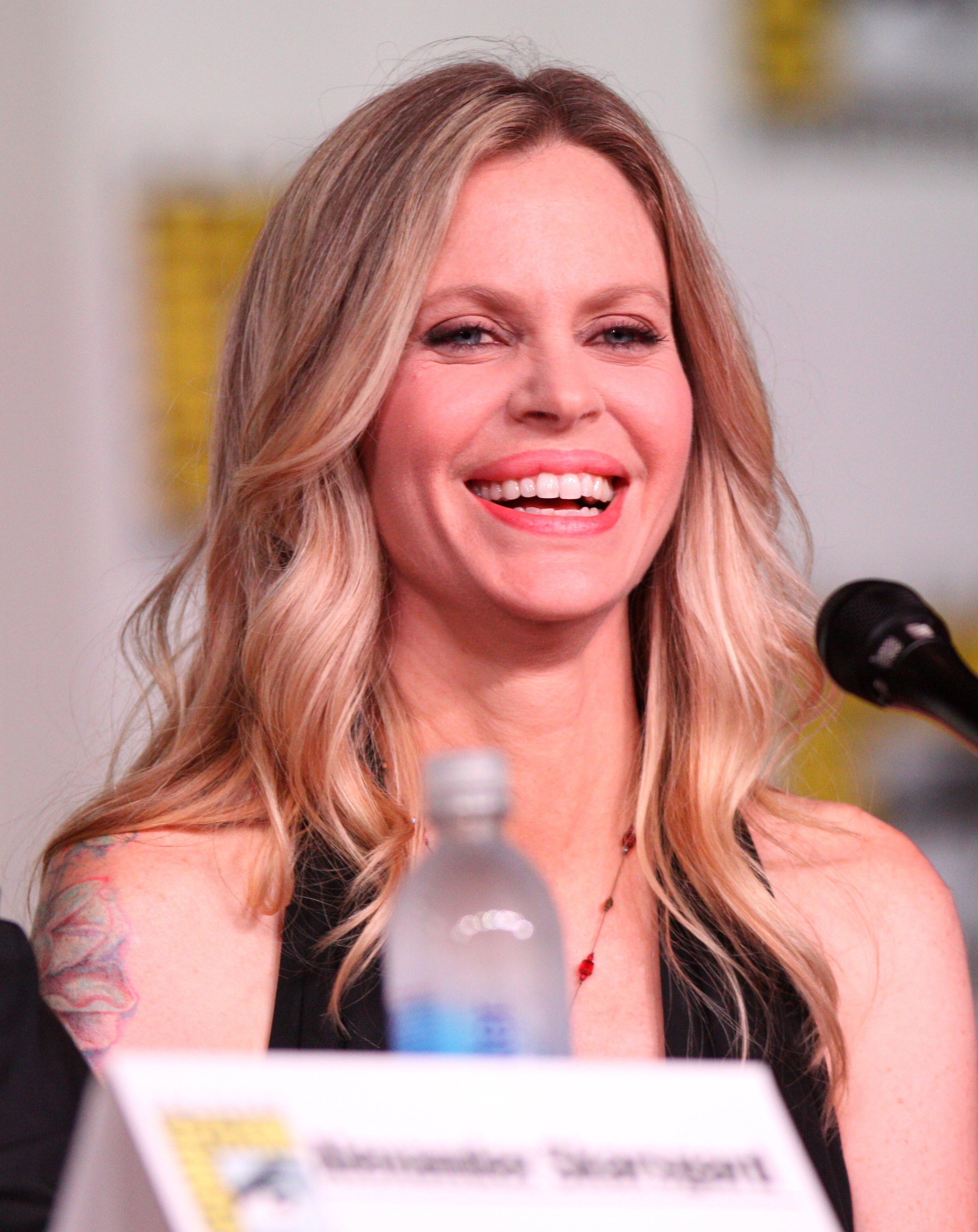
クリスティン・バウアー・ヴァン・ストラテン

2011年9月ハリウッド・リポーターはクリスティン・バウアー・ヴァン・ストラテンが1959年のアニメーション映画、眠れる森の美女のキャラクターであるマレフィセント役でゲスト出演すると報じた。土壇場でキャスティングされたため、準備期間が短くなってしまい、より本能的な演技になったと感じた。マレフィセントは悪い女王の友であり敵である。
"この世で一番愛するもの"は初めてメアリー・マーガレットのロフト(バンクーバーの小さな音楽ステージで撮影された)が映し出された話である。シーズン1の屋内のシーンのほとんどは同様の場所で撮影され、屋外のシーンはスティーブストンで撮影された。セット監督のマーク・レーンとデザイナーのマイケル・ジョイ率いる製作チームは時間が止まっている街と感じるように新しい物はあまりないように街並みを作った。また、古いガススートブなどの骨董品も用意した。ロフトは店の上にあり、製材所や水辺に近いことから、サーモン缶詰工場のような雰囲気にデザインした。

## 反響・評価

### 反響
2話は2011年10月30日に放送され1164万人が視聴した。18-49歳層の評価は3.9ポイントであった。１話の10分の1であったが、その時間帯ではよい方であった。同時間帯ではフットボールと他のドラマに続き3位となったが、シンプソンズと接戦であった。11月3日、ABCはシリーズ第2話の"この世で一番愛するもの"の成功にある程度基づいてすべての話を作るようにした。 カナダでは144万人が視聴した。

### 評価
第2話はテレビ批評家からよい評価もうけた。IGNのエイミー・ラトクリフでは、10点中7.5点の評価を得て、印象的ではないが悪くはないと表現された。特殊効果とストーリー展開は楽しく面白いが、興味はそそらないと評価された。ラトクリフはエマとレジーナのやりとりは楽しめたが「レジーナの凝視に耐えられない」、「りんごは貴重」とコメントした。シンディー・マクレナンはこの話をA-と評価した。クリスティン・バウアー・ヴァン・ストラテンの演技を気に入り、より激しい登場を望んだ。シャウナ・マーフィーは1話より面白かったと評価した。
オリバー・サバは1話同様に内容が重すぎるなどの問題があると批判した。加えてサバは、クリスティン・バウアー・ヴァン・ストラテンはミスキャスティングでジャレッド・S・ギルモアの演技が好みではないがジャンカルロ・エスポジートの演技は賞賛に値すると述べ、C評価をつけた。 クリスティーン・オーランドは5点中4.6点をつけた。セットのデザインやエマとレジーナの争いを評価し、一番好きなシーンはエマがレジーナのお気に入りのリンゴの木をチェーンソーで切り倒すシーンであると述べた。